# Jiří Parma
Jiři Parma, češki smučarski skakalec, * 9. januar 1963. 
Na olimpijskih igrah v Albertvillu leta 1992 je s češko ekipo osvojil bronasto medaljo na veliki skakalnici. 
Svoje najboljše dosežke je dosegal na svetovnih prvenstvih, kjer je osvojil štiri medalje: posamično zlato leta 1987 v Oberstdorfu, ekipno srebrno (1993), dve ekipni bronasti (1984, 1989). 
V svetovnem pokalu je tekmoval do sezone 1995/96. 

## Dosežki

### Zmage
| Sezona  | Država/Prizorišče |
| ------- | ----------------- |
| 1983/84 | Harrachov         |
| 1983/84 | Falun             |
| 1984/85 | Örnsköoeldsvik    |